# Estación de Benfica
La Estación Ferroviaria de Benfica, igualmente conocida como Estación de Benfica, es una plataforma ferroviaria de la Línea de Sintra, que sirve a la zona de Benfica, en la ciudad de Lisboa, en Portugal; fue inaugurada el 2 de  abril de 1887.

## Descripción

### Localización
Su acceso es por la Calle de Venezuela, en Lisboa.

### Vías de circulación y plataformas
Presentaba, en enero de 2011, cuatro vías de circulación, con longitudes entre los 215 y 236 metros; las plataformas tenían 221 y 220 metros de extensión, y 90 centímetros de altura.

## Historia
Esta plataforma se encuentra en el tramo original de la Línea de Sintra, entre Alcântara-Terra y Sintra, que fue abierta el 2 de abril de 1887.